# Joaquín Arzura
Joaquín Arzura, né le 18 mai 1993 à Campana en Argentine, est un footballeur argentin évoluant au poste de milieu défensif au CS Independiente Rivadavia.

## Biographie
En janvier 2019, Arzura est prêté au Club Nacional.
Avec la sélection argentine olympique, il participe aux Jeux olympiques d'été de 2016, mais en restant sur le banc des remplaçants.
Il participe à la Copa Libertadores et à la Copa Sudamericana avec l'équipe de River Plate.

## Palmarès
- Vainqueur de la Coupe d'Argentine en 2016 avec River Plate.